# Scarlett Thomas
Scarlett Thomas (ur. w 1972 w Hammersmith) – jest angielską pisarką. Dotychczas wydała osiem powieści, w tym Koniec pana Y i PopCo. Uczy kreatywnego pisania na Uniwersytecie w Kent.